# Léon Poliakov

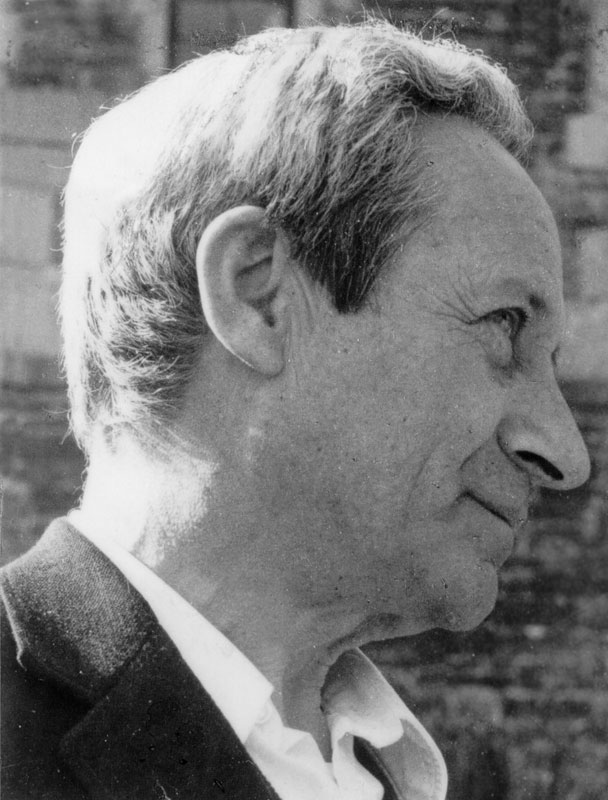
Léon Poliakov 1952

Léon Poliakov (russisch Lew Wladimirowitsch Poljakow, Лев Владимирович Поляков; geboren 25. November 1910 in St. Petersburg, Russisches Kaiserreich; gestorben 8. Dezember 1997 in Orsay, Frankreich) war ein bedeutender Publizist und Historiker. Er war Forschungsleiter am Centre national de la recherche scientifique in Paris und gilt als Pionier der Holocaustforschung.

## Leben

### Herkunft und Kindheit in Russland
Lew Poljakow wurde 1910 als Sohn des jüdischen Zeitschriftenunternehmers Wladimir Poljakow  und dessen Ehefrau Fanny in St. Petersburg geboren. Er hatte mehrere ältere Schwestern. Sein Onkel Alexander Poljakow war Journalist.
Lew Poljakow wuchs in St. Petersburg und dann in Odessa auf.

### Jugend und Ausbildung in Berlin und Paris
1920 flüchtete seine Familie vor den Bolschewiki nach Frankreich. 1921 zog sie aus wirtschaftlichen Gründen nach Berlin, wo Lew das Goethegymnasium besuchte. Er bekam als Jugendlicher bereits die Anfänge des Nationalsozialismus in Deutschland mit. 1924 zog die Familie nach Paris.
Dort besuchte er ein Gymnasium. Sein Vater Vladimir Poliakoff wurde 1933 Herausgeber des wichtigen Pariser Tageblatts kritischer deutscher Exilanten. 1936 zwangen ihn die Redakteure, die Zeitung einzustellen.
Léon Poliakov studierte Jura und Literaturwissenschaft in Paris. 1937 wurde er Mitglied der Freimaurerloge Jupiter. Er arbeitete danach als Journalist und wandte sich historischen Forschungen zu.

### Militärdienst und Widerstand in Frankreich
1940 trat Léon Poliakov in die französische Armee nach dem deutschen Überfall ein. Am 13. Juni 1940 geriet er mit seinem Bataillon in deutsche Kriegsgefangenschaft bei Saint-Valéry-en-Caux. Drei Monate später flüchtete er aus dem Kriegsgefangenenlager in Doullens und schlug sich unter dem Namen Robert Paul nach Südfrankreich durch. Er schloss sich der Résistance an, wo er den jüdischen Widerstand maßgeblich mitorganisierte.
Im Jahre 1943 beteiligte sich Léon Poliakov zusammen mit Zalman Schneerson, dem Gründer Joseph Bass und weiteren untergetauchten Juden an einer Gruppe André in Südfrankreich zur Rettung vieler jüdischer Kinder durch ihr Verstecken in nichtjüdischen Familien.

### Dokumentarische Tätigkeiten
Léon Poliakov gründete mit Zalman Schneerson und verschiedenen jüdischen Gruppen das Centre de documentation juive contemporaine, CDJC, das Urkunden und Beweise sammelte, um die Verfolgung der Juden in Frankreich zu dokumentieren.
Ab 1947 war er bei den Nürnberger Prozessen als Pressebeobachter akkreditiert, wo er Edgar Faure, dem Leiter der französischen Delegation, als Berater und Dolmetscher zur Seite stand.
Zalman Schneerson und Léon Poliakov sahen auch in den nächsten Jahren ihre wichtigste Aufgabe darin, die Verfolgung der Juden in Frankreich zu dokumentieren.
Die Publikationen richteten sich dabei vorrangig an die normale nichtjüdische französische Öffentlichkeit.
Léon Poliakov war Forschungsleiter am Centre national de la recherche scientifique in Paris.
1989 wurde er als Chevalier de la Légion d'honneur (Ritter der Ehrenlegion) ausgezeichnet. Er starb am 8. Dezember 1997 im Alter von 87 Jahren im französischen Orsay.

## Publikationen
Schneerson und Poliakov sahen ihre wichtigste Aufgabe darin, die Verfolgung der Juden in Frankreich 1939–1944 zu dokumentieren. Dabei war es die Perspektive der Täter, die ihnen in den 1960er Jahren als der Schlüssel für eine „objektive“ Darstellung dieses historischen Ereignisses galt. Bei ihren Publikationen beim CDJC legten sie daher den Schwerpunkt auf offizielle Dokumente zur Judenvernichtung durch die Deutschen selbst oder durch die aktive Kollaboration des Vichy-Regimes.
Léon Poliakoff veröffentlichte mit François Mauriac 1951 mit Bréviaire de la haine (Saat des Hasses) die erste umfangreiche Studie über den Judenhass und die Vernichtungspolitik der Nationalsozialisten, sowie deren historische und geistesgeschichtliche Wurzeln, nach Recherchen in deutschen Archiven und der Auswertung zahlreicher Augenzeugenberichte. Er warf Papst Pius XII. vor, zu den Verbrechen der Nationalsozialisten geschwiegen zu haben, und machte das Christentum für die Judenvernichtung mitverantwortlich.
Seine Studie zur Geschichte des Antisemitismus von der Antike bis zum 20. Jahrhundert in acht Bänden gilt heute als Standardwerk der Antisemitismusforschung. In Le mythe aryen (Der arische Mythos) untersuchte Poliakov unter Berücksichtigung von Erkenntnissen aus Anthropologie, Philosophie, Psychoanalyse, Religions- und Sprachwissenschaft, wie sich der Mythos des Ariers und seiner Überlegenheit seit der Antike allmählich herausbildete, um schließlich im 19. und 20. Jahrhundert zum festen Bestandteil abendländischen Denkens zu werden.
Léon Poliakov komme, so Peter Ullrich, mit seiner Schrift Vom Antizionismus zum Antisemitismus auch das Verdienst zu, schon frühzeitig auf die Relevanz der problematischen Verquickung von Antizionismus und Antisemitismus aufmerksam gemacht zu haben. Die Schrift gebe einen gut lesbaren Überblick zur Entwicklung von Antisemitismus und Antizionismus, insbesondere in der Sowjetunion.
Léon Poliakov forschte auch über weitere verfolgte Gruppen, darunter die Altorthodoxen (Altgläubigen) in Russland.

## Zitate
- Ich wollte wissen, warum man mich töten wollte gemeinsam mit Millionen anderer menschlicher Wesen.[6]

## Werke (Auswahl)
Als alleiniger Autor
- Geschichte des Antisemitismus. In 8 Bänden, Heintz Verlag, Worms. Deutsche Übersetzung Rudolf Pfisterer. Die deutsche Ausgabe weicht bei der Einteilung der Bände vom französischen Original Histoire de l'antisémitisme ab.

I. Von der Antike bis zu den Kreuzzügen. 1977, ISBN 3-921333-99-7.
II. Das Zeitalter der Verteufelung und des Ghettos (mit Anhang: Zur Anthropologie der Juden). 1978, ISBN 3-921333-96-2.
III. Religiöse und soziale Toleranz unter dem Islam. 1979, ISBN 3-921333-93-8.
IV. Die Marranen im Schatten der Inquisition. 1981, ISBN 3-921333-98-9.
V. Die Aufklärung und ihre judenfeindliche Tendenz. 1983, ISBN 3-921333-88-1.
VI. Emanzipation und Rassenwahn. 1987, ISBN 3-921333-86-5.
VII. Zwischen Assimilation und „jüdischer Weltverschwörung“. 1988, ISBN 3-610-00417-7.
VIII. Am Vorabend des Holocaust. 1988, ISBN 3-610-00418-5.
- Der arische Mythos. Zu den Quellen von Rassismus und Nationalismus. Hrsg. Hamburger Institut für Sozialforschung. Aus dem Franz. von Margarete Venjakob; Holger Fliessbach, Junius Verlag, Hamburg 1993, ISBN 3-88506-220-8.
- Bréviaire de la Haine – Le IIIe Reich et les Juifs. Paris 1951 (mit einem Vorwort von Francois Mauriac)
  - deutsche Übersetzung: Ahlrich Meyer (Übersetzer): Vom Hass zum Genozid: Das Dritte Reich und die Juden, Berlin, edition TIAMAT, 2021, ISBN 978-3-89320-277-5.
- De Moscou à Beyrouth. Essai sur la désinformation. Calmann-Lévy, Paris 1983.
  - deutsche Übersetzung: Von Moskau nach Beirut. Essay über die Desinformation. ca ira, Freiburg/Wien 2022, ISBN 978-3-86259-181-7.

Mit anderen Autoren
- Léon Poliakov, Christian Delacampagne, Patrick Girard: Rassismus. Über Fremdenfeindlichkeit und Rassenwahn, Luchterhand-Literaturverlag, Hamburg 1992, ISBN 3-630-71061-1.
- Léon Poliakov: Vom Antizionismus zum Antisemitismus. Mit einem Vorwort von Detlev Claussen und einem Beitrag von Thomas Haury. Aus dem Franz. von Franziska Sick ..Ça-Ira-Verlag, Freiburg 1992, ISBN 3-924627-31-2.
- Das Dritte Reich und seine Denker. Dokumente. Arani, Berlin 1959 (mit Joseph Wulf).
- Das Dritte Reich und seine Diener. Berlin 1956, (mit Joseph Wulf)
- Das Dritte Reich und die Juden. Berlin 1955 (gemeinsam mit Joseph Wulf, verschiedene Neuauflagen zuletzt Fourier, Wiesbaden 1987, als Taschenbuch bei Ullstein, Berlin 1983, ISBN 3-548-33036-3)

### Memoiren
- Léon Poliakov: L'Auberge des Musiciens. 1981, ISBN 2-86374-072-5.
- Humanität, Nationalität, Bestialität (Léon Poliakov im Gespräch mit Elisabeth Weber), in: Elisabeth Weber (Hrsg.): Jüdisches Denken in Frankreich. Jüdischer Verlag, Frankfurt am Main 1994, ISBN 3-633-54090-3, S. 133–155.
- Léon Poliakov: „St. Petersburg — Berlin — Paris“. Memoiren eines Davongekommenen. Aus dem Französischen von Jonas Empen, Jasper Stabenow und Alex Carstiuc. Edition Tiamat, Berlin 2019, ISBN 978-3-89320-243-0.